# Musa Hoti
Musa Hoti (Mitrovica, 11 juillet 1946 – Bruxelles, 16 janvier 2004) est un enseignant kosovar, militant pour la liberté et l'indépendance du Kosovo.
Patriote et militant, il organise en 1968 des manifestations dans différentes villes albanophones du Kosovo, du Monténégro et de la Macédoine ; son militantisme le fait considérer par le gouvernement yougoslave comme un opposant dangereux. 
Après avoir émigré à Bruxelles, il rejoint le Mouvement national pour la République du Kosovo, dont il est un des leaders. Là, en état de légitime défense, il abat le 4 août 1981 un agent consulaire yougoslave et en blesse un autre. Après plusieurs tentatives avortées des services secrets serbes, il est assassiné le 16 janvier 2004.

## Biographie
Musa Hoti naît à Mitrovica au Kosovo le 11 juillet 1946 au sein d’une famille patriotiquement réputée.
Il est éduqué dans l’aspiration nationale par son père Daut Hoti, ancien guerrier de la brigade de Shaban Polluzha (en) (qui est plus tard un prisonnier politique), par sa mère Naile Jashari et par sa grand-mère Nurie, petite-fille de Shaban Polluzha. 
Depuis son enfance, Musa Hoti porte un intérêt particulier à la littérature patriotique albanaise. Il est passionné par les livres (interdits à la lecture à l’époque) traitant de l'histoire de la guerre en Albanie, de la protection des terres ethniques albanaises, de la liberté et des droits nationaux du peuple albanais.
Musa Hoti présente les caractéristiques propres aux personnes « qui sont des missionnaires réputés pour leurs œuvres et leurs nobles actions à l'égard des droits humains et politiques ».
Les récits de son père sur les méthodes et les tortures que la politique de Aleksandar Ranković lui avaient infligées ainsi qu'à ceux qui militaient pour la cause nationale albanaise marquent sa mémoire à jamais. 
Après ses études en pédagogie, Musa Hoti est professeur de l’école La Renaissance dans le village de Dritan à Drenas au Kosovo, où il se consacra à l'éducation de ses élèves dans l'idée de la résistance face aux occupants. Parallèlement, il consacre tout son temps à l’organisation d'activités patriotiques pour la cause du Kosovo. Avec d’autres militants des droits des Albanais, il organise notamment les manifestations de 1968 dans les villes de l’ensemble des territoires albanophones (Kosovo, Albanie, Macédoine, Monténégro). Musa Hoti est reconnu comme étant un leader politique de très haut niveau par le gouvernement albanais. Par conséquent, le gouvernement yougoslave le considère comme un personnage politiquement gênant.
Il est transféré à l'école Migjeni à Obiliq au Kosovo et, après un an d'exercice, de détermination et de résistance, est finalement suspendu de son droit à enseigner. Dès lors, les autorités yougoslaves le pourchassent. Il quitte le Kosovo pour échapper à un emprisonnement de longue durée et émigre à Bruxelles. En Belgique, il continue son combat et rejoint le Mouvement national pour la République du Kosovo (LKRK ; Lëvizja kombëtare për Republikën e Kosovës), au sein duquel il est reconnu et accepté en tant que leader politique.
La vie de Musa Hoti est consacrée à la cause de la libération du Kosovo. C’est avec une activité intellectuelle et journalistique incessante qu’il organise et crée notamment la première station de radio d'information de langue albanaise et continue l’organisation des manifestations à travers les plus grandes villes européennes.
Sa célébrité s'accroît lorsque le 4 août 1981, en situation de légitime défense, il tue dans le centre de Bruxelles Djeric Stojan et blesse Zuko Redzo, tous deux agents consulaires yougoslaves. Le coup de feu du militant Musa Hoti à Bruxelles retentit jusque dans les cercles nationalistes de Belgrade et renforce l'éveil pour la liberté. Ce coup de feu est comparé à celui du fusil d’Avni Rustemi à Paris en 1920. Les services secrets serbes (UDBA) et ses espions poursuivent Musa Hoti et tentent de l’assassiner maintes fois, jusqu’à ce que le 16 janvier 2004, ils y parviennent finalement.
Musa Hoti est enterré dans le cimetière des martyrs de Pristina. La cérémonie funéraire en son honneur est organisée par le gouvernement du Kosovo.

## Galerie
- Annonce des obsèques de Musa Hoti
- Reconnaissance nationale

## Sources

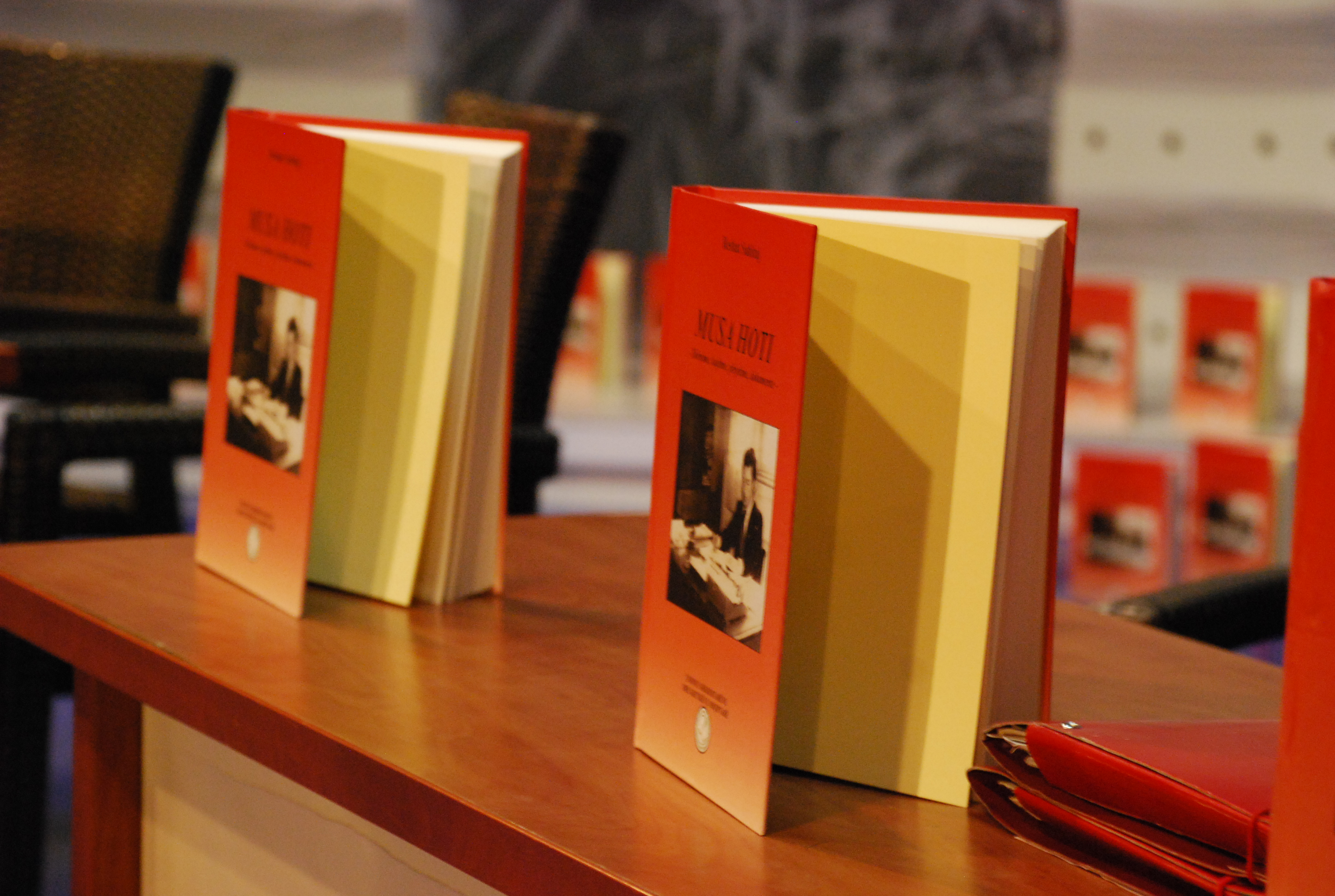
Musa Hoti - Shënime, kujtime, dokumente de Reshat Sahitaj

- (sq) Reshat Sahitaj (sq), Musa Hoti - Shënime, kujtime, përjetime, dokumente, Pristina, Biblioketa Kombëtare dhe Universitare e Kosovës – Unioni i Shkrimtarëve dhe kritikëve Shqiptarë, 2011.  (ISBN 978-9951-8595-9-2)
- [vidéo] (sq) « Musa Hoti - Dokumentar », sur YouTube.com (1/4) par arTHOTi/kalaja2006.